# Theme from New York, New York
I’m leaving today, I wanna be a part of it
New York, New York!»
Theme from New York, New York è una canzone scritta appositamente per l'omonimo film del 1977 diretto da Martin Scorsese ed interpretato da Liza Minnelli e da Robert De Niro, e cantata nel film dalla stessa Minnelli. La musica è stata scritta da John Kander mentre il testo è di Fred Ebb.
Dopo il successo della versione della Minnelli, nel 1979 il brano fu registrato da Frank Sinatra, per il suo album Trilogy: Past Present Future (1980) in una personale versione, e con la quale spesso chiudeva i propri concerti. Occasionalmente, Sinatra ha eseguito il brano dal vivo con la stessa Minnelli. Sinatra ha inoltre registrato il brano una seconda volta in duetto con Tony Bennett per il suo album Duets del 1993.
Il brano è strettamente legato a questi due artisti, che ne hanno fatto, durante la loro carriera, un vero e proprio "cavallo di battaglia".
Il 7 febbraio 1985 la canzone è diventata l'inno ufficiale della città di New York.
Divenuto un vero e proprio standard musicale, questo brano non va confuso con l'omonima canzone New York, New York contenuta nel musical di Leonard Bernstein On the town (Un giorno a New York), le cui musiche sono state composte nel 1944 e che è stato successivamente trasposto per il cinema nel 1949 in un film diretto da Gene Kelly ed interpretato da Frank Sinatra.

## Cover
- La cantautrice Lady Gaga ne ha eseguito una cover durante l'anniversario dei 100 anni di Frank Sinatra il 6 dicembre 2015.